# Accipiter cirrocephalus
Lo sparviero australiano (Accipiter cirrocephalus (Vieillot, 1817)) è un uccello rapace della famiglia degli Accipitridi diffuso in Australia e Nuova Guinea.

## Descrizione

### Dimensioni
Misura 27–38 cm di lunghezza, per un peso di 100-156 g nel maschio e di 162-300 g nella femmina; l'apertura alare è di 53–77 cm.

### Aspetto
Questo uccello di modeste dimensioni possiede ali dalle estremità appuntite e lunghe zampe filiformi. Rispetto all'astore australiano (Accipiter fasciatus), con cui condivide lo stesso areale, ha ali più ricurve, una coda squadrata dotata di tacche, una testa più piccola, occhi di colore giallo brillante e zampe gialle sottili dal dito medio più lungo. Il maschio adulto presenta una testa grigia e un collare rosso sulla nuca. Le parti superiori sono grigio-ardesia o sfumate di marrone. Sulla coda vi sono barre sottili. Le parti inferiori sono interamente barrate di bianco e rosso. In volo, viste dal basso, le barre rosse delle parti inferiori sono particolarmente visibili, così come le estremità grigie delle remiganti. Nella femmina adulta, le strisce delle parti inferiori sono più evidenti e appaiono più marroni in volo. I giovani hanno parti superiori marroni striate o punteggiate di bianco con dei bordi rossi. Le loro parti inferiori sono biancastre, con gola e petto fortemente striati di scuro. L'addome è barrato di rosso, così come i calzari.

## Biologia
Lo sparviero australiano procede con battiti d'ala a scatti. Quando volteggia, l'ala è tenuta piatta o a malapena incurvata. Quando scivola in aria, l'estremità dell'ala viene raddrizzata. Le coppie si impegnano in numerose acrobazie durante il periodo delle parate nuziali. Gli esemplari dell'Australia Meridionale sono migratori. Durante l'inverno australe, lasciano i loro siti di nidificazione e si dirigono a nord verso latitudini più miti.

### Alimentazione
La sua dieta è costituita soprattutto da piccoli uccelli come pigliamosche, melifagidi, cardellini e pappagalli, ma consuma anche molti invertebrati, specialmente insetti. Integra il menu con piccole lucertole e piccoli mammiferi. È un cacciatore particolarmente attivo, che si scaglia a gran velocità sulle sue prede.

### Riproduzione
Lo sparviero australiano costruisce il nido, una piccola piattaforma fatta di rami, a grande altezza sugli alberi. Il periodo di nidificazione ha luogo durante la primavera e l'estate dell'emisfero australe, più o meno da fine settembre/ottobre fino a marzo. In media la covata è costituita da tre o quattro uova, ma non è raro trovare anche covate che ne contengono due o cinque. Il periodo di cova dura da 35 a 37 giorni.

## Distribuzione e habitat
Questo rapace di medie dimensioni frequenta le foreste, le gravine e le gole boscose, le savane arbustive, le boscaglie e le zone urbane, fino a 2500 metri di altitudine, anche se la sua densità è maggiore al di sotto dei 1000 metri. Frequenta generalmente l'interno delle foreste, ma è presente ugualmente ai loro margini e nelle radure. Lo sparviero australiano è endemico del continente australiano, della Tasmania, della Nuova Guinea e delle piccole isole circostanti (isole Aru, Tanimbar e Selaru). In Australia, è presente soprattutto nelle regioni meridionali (Perth e stati di Victoria e Nuovo Galles del Sud, da Melbourne a Sydney).

## Tassonomia
Ne vengono riconosciute ufficialmente due sottospecie:
- A. c. papuanus (Rothschild e Hartert, 1913), diffusa in Nuova Guinea e isole vicine;
- A. c. cirrocephalus (Vieillot, 1817), diffusa in Australia.